# Zakopávání na stroji

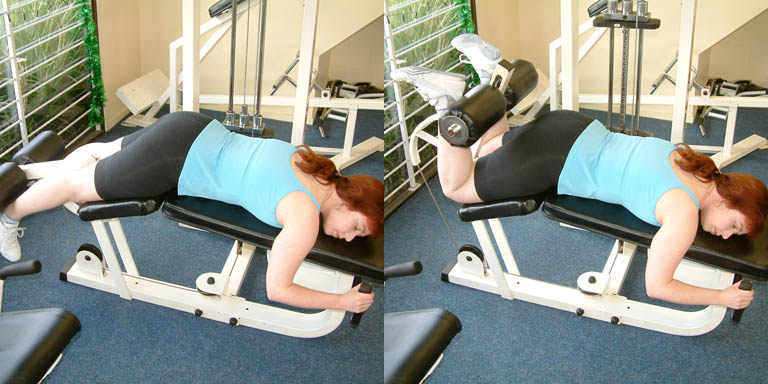
Zakopávání na stroji vleže

Zakopávání na stroji je posilovací cvik. Trup spočívá na desce přístroje – nezaklání se, drží se pod úrovní desky (držadla tak mají být umístěna). Koleno je v ose čepu na němž se otáčí páka se zátěží. Pokud se leží mimo osu, tak se válec válí po patách a lýtkách.